# I. e. 209
Évszázadok: i. e. 4. század – i. e. 3. század – i. e. 2. század
Évtizedek: i. e. 250-es évek – i. e. 240-es évek – i. e. 230-as évek – i. e. 220-as évek – i. e. 210-es évek – i. e. 200-as évek – i. e. 190-es évek – i. e. 180-as évek – i. e. 170-es évek – i. e. 160-as évek – i. e. 150-es évek
Évek: i. e. 214 – i. e. 213 – i. e. 212 – i. e. 211 –  i. e. 210 – i. e. 209 – i. e. 208 – i. e. 207 – i. e. 206 – i. e. 205 – i. e. 204

## Események

### Itália
- Rómában Quintus Fabius Maximus Verrucosust és Quintus Fulvius Flaccust választják consulnak.
- A második pun háborúban Q. Fabius vosszafoglalja Tarentumot a punoktól.
- Marcus Claudius Marcellus Asculumnál döntetlen csatát vív Hanniballal.
- Publius Cornelius Scipio Tarracóból kiindulva szárazföldön és tengeren egyaránt támadást intéz Karthágó hispaniai birtokainak székhelye, Carthago Nova ellen és elfoglalja a várost, ahol jelentős készleteket zsákmányol, kiszabadítja a fogva tartott keltiber túszokat és ráteszi kezét a helyi ezüstbányákra is.

### Hellenisztikus birodalmak
- III. Antiokhosz szeleukida király megtámadja a pártusokat, elfoglalja fővárosukat, Hekatompüloszt és kényszeríti őket egy szövetségesi szerződés elfogadására.
- Philopoimént választják az Akháj Szövetség sztratégoszává, aki modernizálja és megerősíti a szövetség haderejét.

### Ázsia
- Kínában Csen Seng és Vu Kuang fellázad Csin Er Si császár ellen, bár a felkeléseiket egy éven belül leverik.
- Mao-tun egyesíti a törzseket és megalapítja a Hsziungnu Birodalmat. A hsziungnuk betámadnak Észak-Kínába.

## Fordítás
- Ez a szócikk részben vagy egészben  a(z)   209 BC című angol Wikipédia-szócikk ezen változatának fordításán alapul.  Az eredeti cikk szerkesztőit annak laptörténete sorolja fel. Ez a jelzés csupán a megfogalmazás eredetét és a szerzői jogokat jelzi, nem szolgál a cikkben szereplő információk forrásmegjelöléseként.